# Shortnin' Bread
Shortnin' Bread (également orthographié « Shortenin' Bread », « Short'nin' Bread » ou « Sho'tnin' Bread ») est une chanson folk afro-américaine datant au moins des années 1890. James Whitcomb Riley a publié un poème s'appuyant sur des paroles plus anciennes en 1900. Une version de  recueil a été publiée par EC Perrow en 1915. Il s'agit du numéro de chanson 4209 dans le Roud Folk Song Index.
Le pain de shortening auquel réfère la chanson est un pain fait de farine de maïs et/ou de shortening de farine et de saindoux. À ne pas confondre avec le shortbread.

## Interprètes de la chanson
- The Andrews Sisters
- The Beach Boys
- Al Jolson
- Gid Tanner
- The Viscounts
- Sonny Terry,
- Lawrence Tibbett
- Fats Waller
- Dave Brubeck
- Frances Faye
- Taj Mahal
- Richard White
- 1937 – Nelson Eddy, Maytime
- 1956 - Etta James
- 1963 – Mississippi John Hurt, D.C. Blues: Library of Congress Recordings
- 1966 – Lee Dorsey
- 1982 – Klaus Flouride
- 1981 – The Kelly Family, Wonderful World!
- 1990 – The Cramps, Stay Sick
- 1998 – The Tractors, Farmers in a Changing World, Heaven's Sake Kids
- 2002 – Laurie Berkner, Under a Shady Tree
- 2014 et 2017 – The Wiggles